# Вогнюм
Вогнюм (нід. Wognum, нід. вимова: [ˈʋɔɣnʏm] ( прослухати)) — село в нідерландській провінції Північна Голландія. Входить до муніципалітету Медемблік.
Його площа становить 13,19 км², а населення станом на 2021 рік складало 6 375 осіб.
До 2007 року мало статус окремого муніципалітету.